# Svenja Bazlen
Svenja Bazlen (Stuttgart, 3 de janeiro de 1984) é uma triatleta profissional alemã. 

## Carreira

### Londres 2012
Svenja Bazlen disputou os Jogos de Londres 2012, terminando em 32º lugar com o tempo de 2:04:11. 